# Norisring

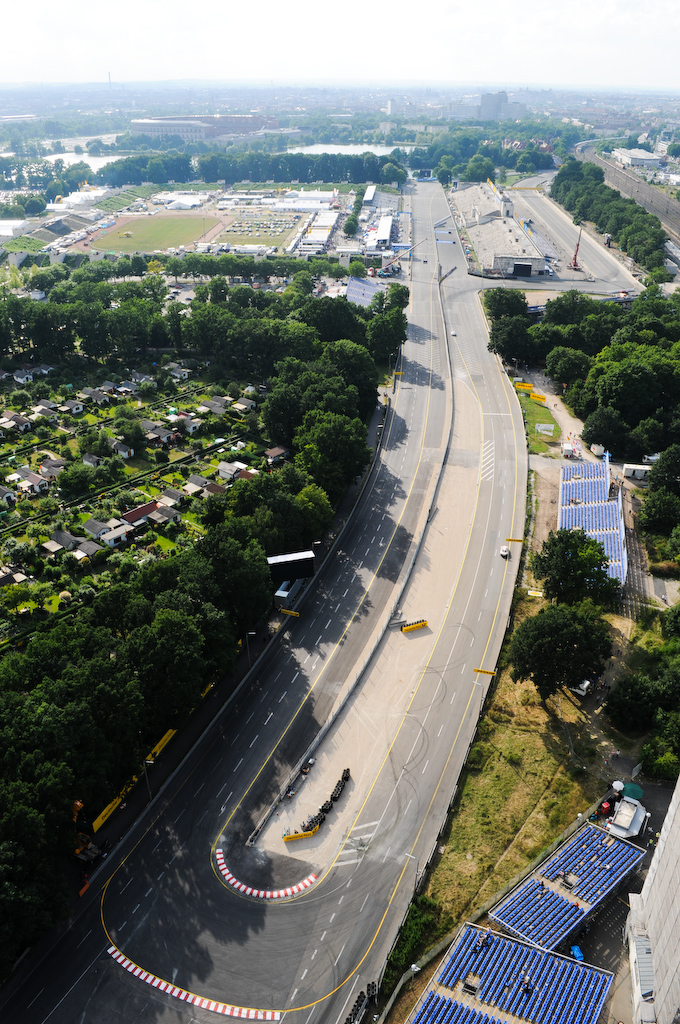
Vista de la horquilla del circuito.

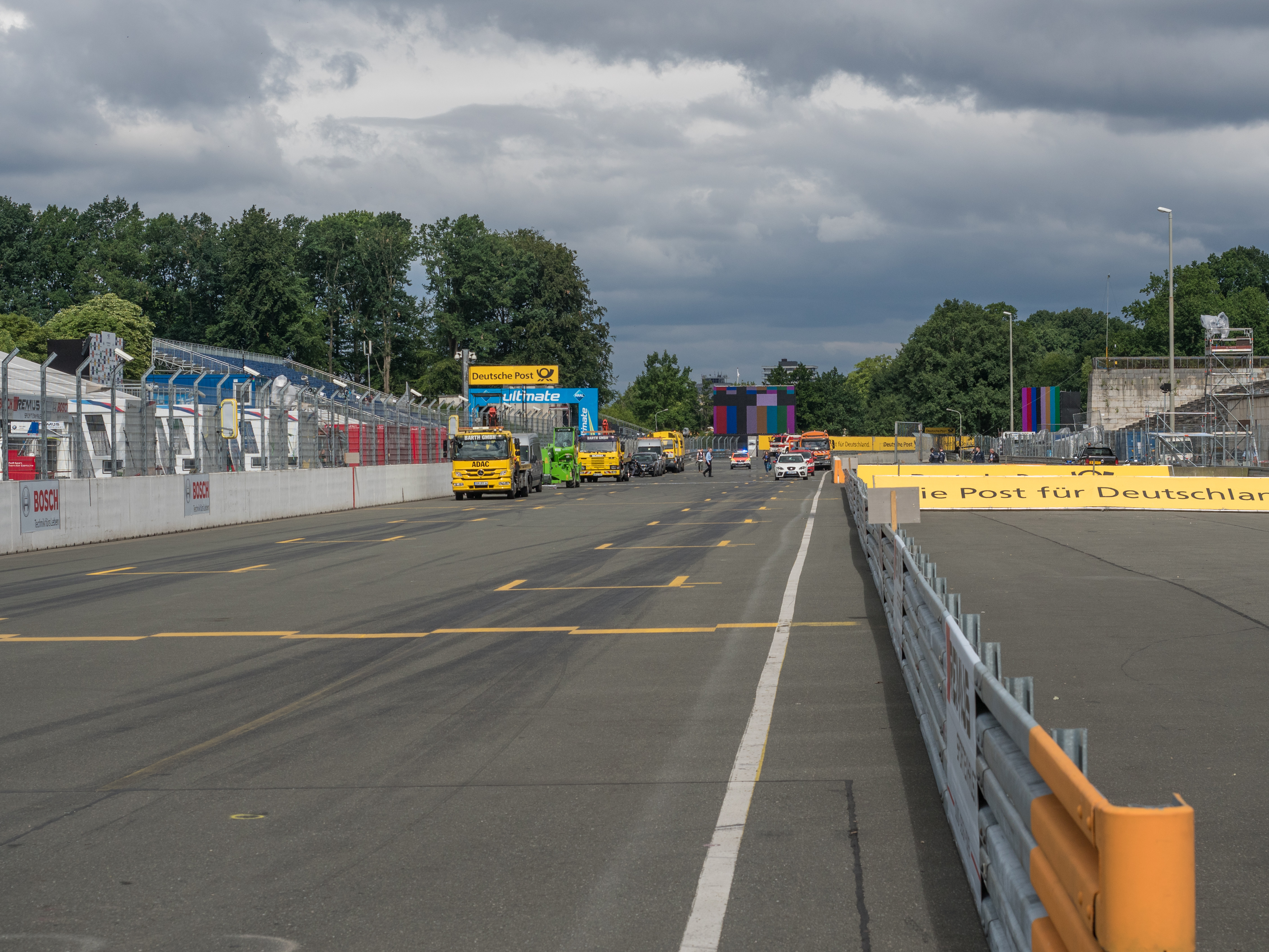
Norisring previo a una carrera, en 2018.

Norisring es un Circuito urbano de carreras situado en el Campo Zeppelín en la ciudad de Núremberg, Alemania. Para evitar confusiones entre Nürnberg y Nürburgring, esta pista se designa con el nombre antiguo de la ciudad, Noris. El trazado actual, estrenando en 1972, tiene 2300 metros de recorrido y está compuesto por apenas dos horquillas y una chicana, por lo que los tiempos de vuelta son muy bajos y suele haber conflictos entre los líderes y los rezagados.
Norisring alberga carreras de motociclismo y automovilismo desde el año 1947. Entre otras competencias, en Norisring se han celebrado las 200 Millas de Nürnberg, una carrera de gran turismos que formó parte del Deutsche Rennsport Meisterschaft desde 1973 hasta 1985, el Campeonato Mundial de Resistencia en 1986 y 1987, y la Supercopa Alemana desde 1986 hasta 1989. Más tarde, el Deutsche Tourenwagen Meisterschaft compitió en este circuito en 1984 y desde 1987 hasta 1996, el Campeonato Alemán de Superturismos desde 1997 hasta 1999, y el Deutsche Tourenwagen Masters a partir de 2000.
El piloto mexicano Pedro Rodríguez de la Vega murió el 11 de julio de 1971 al chocar en Norisring durante una carrera de la Interserie, conduciendo un Ferrari 512M del equipo de su amigo Herbert Müller Racing. 17 años después, el húngaro Kesjár Csaba también murió en ese circuito, esta vez durante una prueba del Campeonato Alemán de Fórmula 3.[cita requerida]

## Ganadores
| Año                                | Piloto                      | Equipo           | Automóvil               |
| ---------------------------------- | --------------------------- | ---------------- | ----------------------- |
| 1967                               | Frank Gardner               | Sid Taylor       | Lola T70 Mk.3-Chevrolet |
| 1968                               | David Piper                 | Piper            | Ferrari 330 P3/4        |
| 1969                               | Brian Redman                | Sid Taylor       | Lola T70 Mk.3-Chevrolet |
| Interserie                         |                             |                  |                         |
| 1970                               | Jürgen Neuhaus              | Gesipa           | Porsche 917K            |
| 1971                               | Chris Craft                 | Evergreen        | McLaren M8E-Chevrolet   |
| 1972                               | Leo Kinnunen                | AAW              | Porsche 917/10 TC       |
| 1973                               | Leo Kinnunen                | AAW              | Porsche 917/10 TC       |
| Deutsche Rennsport Meisterschaft   |                             |                  |                         |
| 1974                               | Hans-Joachim Stuck          | BMW Motorsport   | BMW 3.0 CSL             |
| 1975                               | Jochen Mass                 | Ford             | Ford Capri              |
| 1976                               | Bob Wollek                  | Kremer           | Porsche 934             |
| 1977                               | Rolf Stommelen              | Gelo             | Porsche 935             |
| 1978                               | Manfred Schurti             | Max Moritz Team  | Porsche 935/77A         |
| 1979                               | Klaus Ludwig                | Kremer           | Porsche 935 K3          |
| 1980                               | John Fitzpatrick            | Dick Barbour     | Porsche 935 K3/80       |
| 1981                               | Hans-Joachim Stuck          | Schnitzer        | BMW M1                  |
| 1982                               | Jochen Mass                 | Porsche          | Porsche 956             |
| 1983                               | Bob Wollek                  | Joest            | Porsche 956             |
| 1984                               | Thierry Boutsen             | John Fitzpatrick | Porsche 956B            |
| 1985                               | Stefan Bellof               | Brun             | Porsche 956B            |
| Campeonato Mundial de Resistencia  |                             |                  |                         |
| 1986                               | Klaus Ludwig                | Joest            | Porsche 956B            |
| 1987                               | Jonathan Palmer Mauro Baldi | Richard Lloyd    | Porsche 962C            |
| Supercopa Alemana                  |                             |                  |                         |
| 1988                               | Jean-Louis Schlesser        | Sauber           | Sauber C9-Mercedes-Benz |
| 1989                               | Frank Jelinski              | Joest            | Porsche 962C            |
| DTM                                |                             |                  |                         |
| 1990                               | Hans-Joachim Stuck          | SMS              | Audi V8                 |
| 1990                               | Roberto Ravaglia            | Schnitzer        | BMW M3                  |
| 1991                               | Kurt Thiim                  | AMG-Mercedes     | Mercedes-Benz 190       |
| 1991                               | Hans-Joachim Stuck          | SMS              | Audi V8                 |
| 1992                               | Joachim Winkelhock          | Schnitzer        | BMW M3                  |
| 1992                               | Steve Soper                 | Bigazzi          | BMW M3                  |
| 1993                               | Nicola Larini               | Alfa Corse       | Alfa Romeo 155          |
| 1993                               | Nicola Larini               | Alfa Corse       | Alfa Romeo 155          |
| 1994                               | Nicola Larini               | Alfa Corse       | Alfa Romeo 155          |
| 1994                               | Kris Nissen                 | Schübel          | Alfa Romeo 155          |
| 1995                               | Christian Danner            | Schübel          | Alfa Romeo 155          |
| 1995                               | Bernd Schneider             | AMG-Mercedes     | Mercedes-Benz Clase C   |
| 1996                               | Klaus Ludwig                | Zakspeed         | Opel Calibra            |
| 1996                               | Klaus Ludwig                | Zakspeed         | Opel Calibra            |
| Campeonato Alemán de Superturismos |                             |                  |                         |
| 1997                               | Joachim Winkelhock          | Bigazzi          | BMW Serie 3             |
| 1997                               | Joachim Winkelhock          | Bigazzi          | BMW Serie 3             |
| 1998                               | Jörg van Ommen              | Peugeot          | Peugeot 406             |
| 1998                               | Laurent Aïello              | Peugeot          | Peugeot 406             |
| 1999                               | Uwe Alzen                   | Holzer           | Opel Vectra             |
| 1999                               | Manuel Reuter               | Holzer           | Opel Vectra             |
| DTM                                |                             |                  |                         |
| 2000                               | Joachim Winkelhock          | Holzer           | Opel Astra              |
| 2000                               | Bernd Schneider             | AMG-Mercedes     | Mercedes-Benz Clase CLK |
| 2001                               | Uwe Alzen                   | Team Warsteiner  | Mercedes-Benz Clase CLK |
| 2002                               | Laurent Aïello              | Abt Sportsline   | Audi TT                 |
| 2003                               | Christijan Albers           | AMG-Mercedes     | Mercedes-Benz Clase CLK |
| 2004                               | Gary Paffett                | AMG-Mercedes     | Mercedes-Benz Clase C   |
| 2005                               | Gary Paffett                | AMG-Mercedes     | Mercedes-Benz Clase C   |
| 2006                               | Bruno Spengler              | HWA              | Mercedes-Benz Clase C   |
| 2007                               | Bruno Spengler              | AMG-Mercedes     | Mercedes-Benz Clase C   |
| 2008                               | Jamie Green                 | AMG-Mercedes     | Mercedes-Benz Clase C   |
| 2009                               | Jamie Green                 | AMG-Mercedes     | Mercedes-Benz Clase C   |
| 2010                               | Jamie Green                 | AMG-Mercedes     | Mercedes-Benz Clase C   |
| 2011                               | Bruno Spengler              | AMG-Mercedes     | Mercedes-Benz Clase C   |
| 2012                               | Jamie Green                 | AMG-Mercedes     | Mercedes-Benz Clase C   |
| 2013                               | *                           |                  |                         |
| 2014                               | Robert Wickens              | HWA              | Mercedes-Benz Clase C   |

- * Mattias Ekström ganó la carrera, pero fue descalificado, porque se probó que se le introdujo agua en el mono al acabar la carrera para aumentar su peso. Pese a su descalificación, el resto de posiciones no cambiaron, por lo que no hubo ganador.